# Rauhala (Kotka)
Pour les articles homonymes, voir Rauhala.
Rauhala est un quartier de Kotka en Finlande.

## Présentation

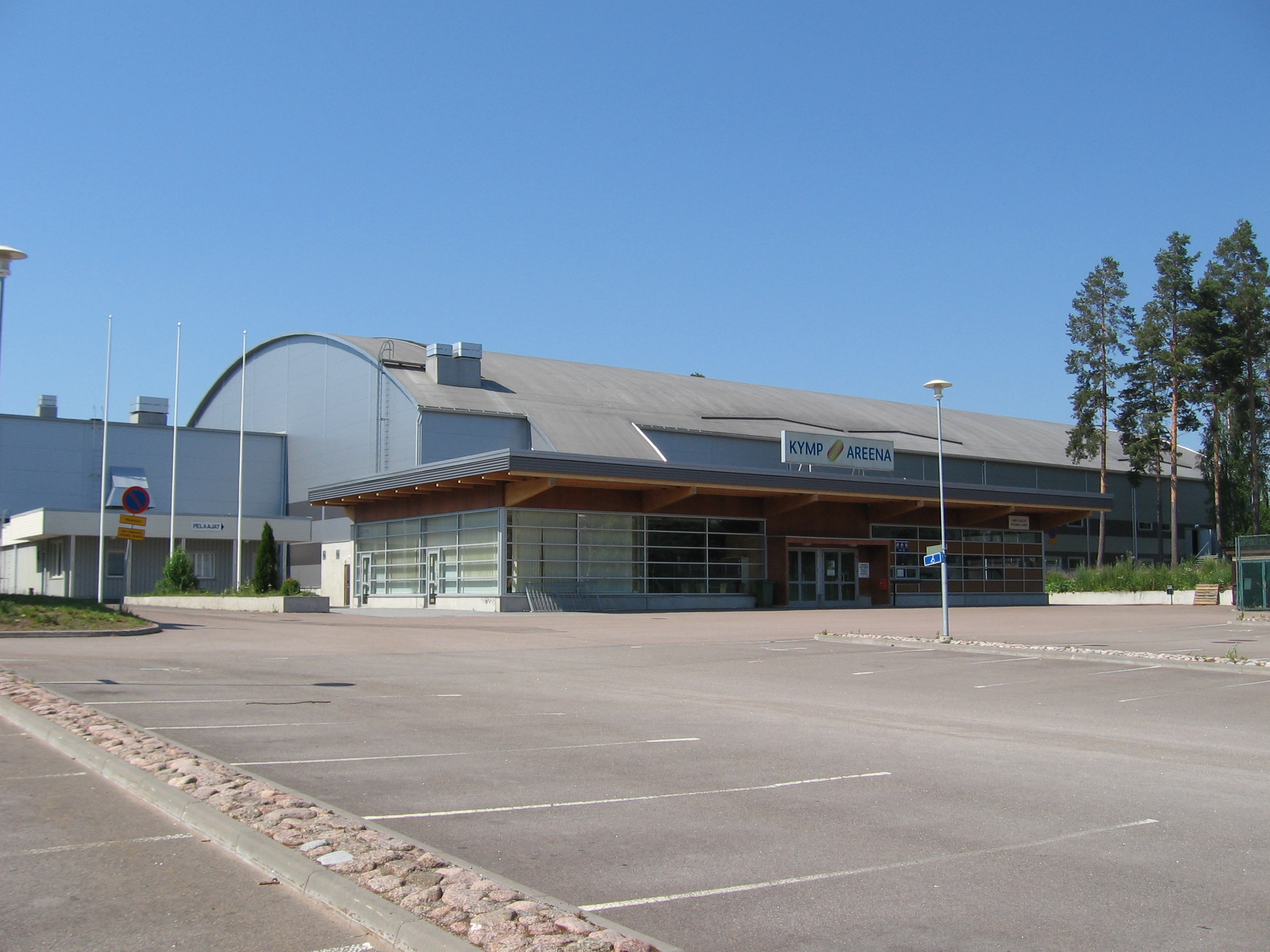
Patinoire de Kotka.

Rauhala est un quartier situé à l'est de Karhula.
Rauhala est principalement une zone de petites maisons du XIXe siècle, ainsi que d'immeubles résidentiels construits dans les années 1950 au nord du quartier, où se trouvent l'école de Rauhala, la patinoire de Kotka et le terrain de sport de Katajainen.
Le quartier verdoyant aux nombreux petits sentiers est entouré de vastes étendues de forêts et de champs et du golfe de Finlande tout proche.

## Transports
Rauhala est desservi par les bus suivants:
- 1 Kotka-Hamina
- 9 Norskankatu-Ylänummi
- 25 Norskankatu-Mussalo-Karhuvuori-Karhula
- 9B Karhula-Ylänummi
- 9B  Karhula-Tavastila-Ylänummi
- 37B Karhula-Mäntykangas-Ristinkallio-Karhula
- 9PA Karhula-Juurikorpi-Tavastila
- 9PA Karhula-Tavastila-Juurikorpi
- 6  Karhula-Suulisniemi-Norskankatu
- 6 Norskankatu-Suulisniemi
- 5B Karhula-Tiutinen
- 5B  Karhula-Sunila-Tiutinen-Suulisniemi
- 6B  Karhula-Suulisniemi-Sunila
- 10PA	 Karhula-Tiutinen
- 12PA	 Karhula-Huruksela
- 15PA Leikari-Suulisniemi-Karhula-Korkeakoski-Karhuvuori-Kotka
- 13PA	 Karhula-Koivula-Keltakallio-Itäranta-Isännänraitti-Prisma